# Douglas Crawford McMurtrie
Douglas Crawford McMurtrie (20 de julio de 1888 - 29 de septiembre de 1944) fue un diseñador tipográfico, diseñador gráfico, historiador y bibliógrafo estadounidense de la impresión. 

## Biografía
McMurtrie nació en Belmar, Nueva Jersey y asistió al Instituto de Tecnología de Massachusetts. Después de abandonar la escuela sin un título, trabajó como periodista, estadístico, diseñador independiente y corredor de impresión. Después de varios años, su trabajo de diseño llamó la atención de Ingalls Kimball, quien nombró a McMurtrie gerente general de Cheltenham Press. Posteriormente se desempeñó como gerente de impresión de la Oficina de Impresión de la Universidad de Columbia, Arbor Press y Condé Nast Press. 

### Participación en el diseño y la tipografía
Durante este período, McMurtrie diseñó dos familias de tipos de letra y ayudó a diseñar el formato de la revista New Yorker. Jugó un papel decisivo en la formación de la Asociación Continental de Fundidores de Tipos, que importó tipos de Europa, sirviendo como el primer vicepresidente de la compañía. También importó varias tipografías desde Europa por su cuenta, incluidas Cochin y Didot. Durante 1925 y 1926, sucedió a Frederic Goudy como editor de la revista Ars Typographica.
Participó en la Sociedad de Artes Tipográficas (STA), anteriormente el capítulo de Chicago del Instituto Americano de Artes Gráficas (AIGA), que se convirtió en una organización autónoma con sede en Chicago el 17 de octubre de 1927, siendo parte de la organización con un grupo de diseñadores y tipógrafos líderes de Chicago, entre ellos Paul Ressinger -primer presidente de la STA-, Ray DaBoll, William Kittredge y R. Hunter Middleton.

### Carrera posterior
Después de un periodo de trabajo independiente, McMurtrie se mudó a Chicago, donde pasó un año como director tipográfico de Cuneo Press antes de convertirse en director de publicidad y tipografía en Ludlow Typograph Company. Aunque diseñó un tipo de letra para Ludlow, sus deberes allí consistían principalmente en escribir una copia publicitaria. Ocupó este cargo hasta el final de su vida. 

### Estudios históricos
Mientras estaba en Ludlow, a McMurtrie se le permitió usar parte de su tiempo para la investigación, lo que resultó en varios libros, incluido un volumen de A History of Printing in the United States, y más tarde The Book: the Story of Printing & Bookmaking.
Habiéndose establecido como uno de los bibliógrafos más importantes de la imprenta, McMurtrie fue designado para dirigir el Inventario de Impresiones Americanas de la Administración de Progreso de Obras. Este proyecto resultó en treinta y cinco publicaciones, así como en más de quince millones de documentos depositados en la Biblioteca del Congreso.

### Vida personal
McMurtrie era un hombre corpulento, que pesaba más de 300 libras (136 kg), y era conocido por su personalidad cautivadora. Estaba muy involucrado en obras de caridad para los lisiados. Se casó con Adele Kohler en 1915 y tuvieron tres hijos. Murió repentinamente de un ataque al corazón en Evanston, Illinois, a los 55 años. 

## Tipografías
- McMurtrie Tile (1922, Continental), solo letras capitales, basado en una cara neerlandesa del siglo XVIII de JF Rosart.
- Vanity Fair Tile (1923, creado en privado por Continental para Condé Nast Press), solo en letras capitales, basado en una cara holandesa del siglo XVIII de JF Rosart.
- Serie Ultra-Modern: 
  - Ultra-Modern Roman (1928, Ludlow), diseñado en colaboración con Aaron Borad y Leslie Sprunger.
  - Ultra-Modern Bold (1930, Ludlow)
  - Ultra-Modern Medium Italic (1930, Ludlow)

## Libros
- The History of Typefounding in the United States, impreso en privado, Nueva York, 1925.
- The Golden Book; the story of fine books and bookmaking (El libro de oro; La historia de los libros finos y la creación de libros) Pascal Covici Publishing Inc, Nueva York, 1927.
- Type Design (Diseño tipográfico), Bridgeman Publishers, Pelham, Nueva York, 1927.
- The Fichet Letter: the earliest document ascribing to Gutenberg the invention of printing (The Fichet Letter: el primer documento que atribuye a Gutenberg la invención de la imprenta), Press of Ars Typographica, Nueva York, 1927.
- Modern Typography & Layout (Tipografía y diseño modernos), Eyncourt Press, Chicago, 1929.
- Active-age Typography (Tipografía de edad activa), Chicago, 1930.
- Concerning Quotations, Nueva York, 1934.
- A History of Printing in the United States: The Story of the Introduction of the Press and of Its History and Influence during the Pioneer Period in Each State of the Union (Una historia de la imprenta en los Estados Unidos: la historia de la introducción de la prensa y de su historia e influencia durante el período pionero en cada estado de la Unión), en colaboración con Albert H. Allen, RR Bowker, Nueva York, 1936.
- The Book: the Story of Printing & Bookmaking, Oxford University Press, Nueva York, 1943.

## Otras lecturas
- Wells, James M., "Douglas Crawford McMurtrie", en Dictionary of American Biography, Supplement Three, 1941–1945, Charles Scribner's Sons, Nueva York, 1973, pp. 492-493, ISBN 0-684-13199-4.
- Rollins, Carl Purington American Type Designers and Their Work. V. 4, p. 18)
- McGrew, Mac, American Metal Typefaces of the Twentieth Century, Oak Knoll Books, New Castle Delaware, 1993, ISBN 0-938768-34-4.

- Datos: Q5301388